# Hilaira marusiki
Hilaira marusiki är en spindelart som beskrevs av Kirill Yeskov 1987. Hilaira marusiki ingår i släktet Hilaira och familjen täckvävarspindlar. Inga underarter finns listade i Catalogue of Life.